# نيك فريمان (لاعب كرة قدم)
نيك فريمان (بالإنجليزية: Nick Freeman)‏ هو لاعب كرة قدم بريطاني، ولد في 7 نوفمبر 1995 في إنجلترا في المملكة المتحدة. لعب مع ويكمب وندررز.

## وصلات خارجية
- نيك فريمان على موقع قاعدة بيانات كرة القدم.إي يو (الإنجليزية)
- نيك فريمان على موقع Soccerbase.com (لاعب) (الإنجليزية)